# Upton (Merseyside)
Upton – wieś w Anglii, w hrabstwie ceremonialnym Merseyside, w dystrykcie metropolitalnym Wirral. Leży 8 km na zachód od centrum Liverpool i 290 km na północny zachód od Londynu. W 2001 miejscowość liczyła 15 731 mieszkańców.